# Саєцький Олександр Ігорович
Олекса́ндр І́горович Сає́цький (27 березня 1993, Хмельницька область — 13 травня 2022, біля с. Малинівка, Донецька область, Україна) — український військовослужбовець Збройних сил України, учасник російсько-української війни.

## Життєпис
Олександр Саєцький народився 27 березня 1993 року на Хмельниччині.
Працював в ІТ-сфері. Добровольцем пішов на війну з початком російського вторгнення в Україну 2022 року. Служив заступником командира бойової машини — навідником-оператором 3 механізованого відділення 3 механізованого батальйону. Загинув 13 травня 2022 року внаслідок артилерійського обстрілу поблизу с. Малинівка на Донеччині.
Похований 19 травня 2022 року в селі Будилові на Тернопільщині, звідки родом його батьки.

## Нагороди
- Медаль «За військову службу Україні» (31 жовтня 2024, посмертно) — за особисту мужність, виявлену у захисті державного суверенітету та територіальної цілісності України, самовіддане виконання військового обов’язку[2]